# Parafia Acadia
Parafia Acadia (ang. Acadia Parish, fr. Paroisse de l'Acadie) – parafia cywilna w stanie Luizjana w Stanach Zjednoczonych. Obszar całkowity parafii obejmuje powierzchnię 657,45 mil2 (1 702,81 km²). Według danych z 2010 r. parafia miała 61 773 mieszkańców. Parafia powstała w 30 czerwca 1886 roku, a jej nazwa pochodzi od Akadian, którzy prowadzili osadnictwo na tych terenach.

## Sąsiednie parafie
- Parafia Evangeline (północ)
- Parafia St. Landry (północny wschód)
- Parafia Lafayette (wschód)
- Parafia Vermilion (południe)
- Parafia Jefferson Davis (zachód)
- Parafia Allen (północny zachód)

## Miasta
- Church Point
- Crowley
- Duson
- Iota
- Rayne

## Wioski
- Estherwood
- Mermentau
- Morse

## CDP
- Branch
- Egan